# 洛克 (纽约州)
洛克（英語：Locke）是位于美国纽约州卡尤加县的一个镇，地处卡尤加县南部、奥本东南，建于1802年。2010年美国人口普查时，该镇有1951人。其名称来源于英国哲学家约翰·洛克。美国第十三任总统米勒德·菲尔莫尔就出生于该镇。